# Roman Bilinski
Roman Henio Piers Bilinski (ur. 4 marca 2004 w Lechlade) – brytyjsko–polski kierowca wyścigowy występujący pod polską licencją. Obecnie startuje w serii wyścigowej Formuła 3 w zespole Rodin Motorsport.

## Życiorys

### Ginetta Junior Championship
Kariera wyścigowa Bilinskiego rozpoczęła się w 2019 roku, kiedy to zaczął startować w serii Ginetta Junior Championship. Swoje pierwsze zwycięstwo wywalczyłby już podczas pierwszego wyścigu na torze Donington Park, ale Polak został zdyskwalifikowany z powodu naruszenia przepisów technicznych. Jego jedyne uznane podium w tej serii zostało uzyskane w ostatnim wyścigu na torze Snetterton na którym zajął trzecie miejsce. Sezon zakończył z dorobkiem 87 punktów na 20. miejscu w klasyfikacji kierowców.

### Brytyjska Formuła 4
W 2020 roku Bilinski zadebiutował w Brytyjskiej Formule 4, będąc partnerem Aleksa Connora i Fredericka Lubina w zespole Arden Junior Team. Jego pierwsze podium w tej serii zdobył na torze Oulton Park, dzięki kolizji Aleksa Connora i wyprzedzającego go Luke’a Browninga. Podczas kolejnej rundy w Knockhill, Bilinski został zdyskwalifikowany z drugiego wyścigu, po tym jak uznano, że spowodował kolizję z Abbi Pulling na okrążeniu formującym. Polak ukończył dwa kolejne wyścigi na trzeciej pozycji i zajął ósme miejsce w klasyfikacji z dorobkiem 156 punktów.
W sezonie 2021 Bilinski przeszedł do zespołu Carlin, gdzie ścigał się u boku Kaia Askeya, Tasanapola Inthraphuvasaka i Dougie Bolgera. Jego sezon rozpoczął się w rozczarowujący sposób, bez podium aż do czwartej rundy na torze Oulton Park.

### GB3 Championship
Bilinski przeniósł się do GB3 Championship, aby zastąpić Fredericka Lubina w Arden International. Polak został dobrze oceniony za swój debiutancki weekend, mimo że został pokonany przez kolegę z zespołu Aleksa Connora, który zdobył trzy miejsca w pierwszej piątce. Kolejny weekend był jeszcze bardziej udany: po zajęciu trzeciego miejsca w pierwszym wyścigu, Bilinski został pierwszym polskim kierowcą, który wygrał wyścig w brytyjskiej Formule 3. W następnym wyścigu na torze Snetterton, Bilinski całkowicie zdominował weekend, finiszując na trzecim miejscu w pierwszym i drugim wyścigu, a następnie wygrywając trzeci wyścig w niedzielę.

### Formula Regional European Championship
16 lutego 2022 roku ogłoszono, że Bilinski w sezonie 2022 będzie rywalizował w serii Formula Regional European Championship (FRECA) w zespole Trident. Jego partnerami z zespołu zostali Tim Tramnitz i Leonardo Fornaroli. Kierowca początkowo startował na brytyjskiej licencji, lecz po otrzymaniu w czerwcu polskiego obywatelstwa niezwłocznie złożył on wniosek o startowanie na poziomie międzynarodowym pod polską flagą, co udało się zrealizować podczas 8. rundy sezonu. W czerwcu 2022 roku otrzymał polskie obywatelstwo. Debiutancki sezon we FRECA miał kilka pozytywnych momentów. We Francji, Bilinski zajął 9. miejsce i przy okazji został najlepszym debiutantem podczas tamtego wyścigu. Sukces ten powtórzył podczas 1. wyścigu na Węgrzech, gdzie po raz pierwszy na tym poziomie stanął na podium. Po starcie reprezentant Tridentu przebił się na 3. lokatę, której nie oddał już do mety. Na sezon 2023 Roman Bilinski dalej ścigał się w serii FRECA w zespole Trident. W sezonie zdobył 23 punkty i zajął 21 miejsce. Jego najlepszym występem w sezonie było 5 miejsce w pierwszej rundzie na Zandvoort.  18 grudnia 2023 roku Trident potwierdził, że Roman zostaje w ich zespole na trzeci sezon z rzędu

### Formula Regional Oceania Championship
6 grudnia 2023 roku zostało ogłoszone, że Roman Bilinski będzie rywalizował w serii Formula Regional Oceania Championship (FROC) w sezonie 2024 w zespole M2 Competition. Dzięki pierwszej połowie sezonu, podczas której wygrał 5 z pierwszych 7 wyścigów, a następnie kontynuując doskonałą formę aż do samego końca, Roman zapewnił sobie mistrzostwo serii już po 14 wyścigu. Jego imponujące osiągnięcia przekuły się w ostateczną dominację, zakończoną sezon z 43 punktami przewagi nad konkurencją.

### Formuła 3
W sezonie 2025 Roman Biliński zadebiutował w Mistrzostwach FIA Formuły 3, dołączając do zespołu Rodin Motorsport. Już w swoim pierwszym wyścigu, sprincie na torze w Melbourne, osiągnął historyczny sukces, zajmując trzecie miejsce i stając się pierwszym Polakiem na podium w tej serii. Startując z trzeciej pozycji, Biliński wdał się w zaciętą walkę w czołówce, ostatecznie kończąc wyścig na trzecim miejscu po zakończeniu rywalizacji za samochodem bezpieczeństwa. To osiągnięcie jest najwyższą lokatą polskiego kierowcy w historii startów w Formule 3.

## Wyniki[17]

### Podsumowanie
| Sezon | Seria                                  | Zespół                        | Wyścigi | Zwycięstwa | Pole Position | Najszybsze okrążenia | Miejsca na podium | Punkty | Pozycja |
| ----- | -------------------------------------- | ----------------------------- | ------- | ---------- | ------------- | -------------------- | ----------------- | ------ | ------- |
| 2019  | Ginetta Junior Championship            | In2Racing                     | 5       | 0          | 2             | 0                    | 0                 | 87     | 20      |
| 2019  | Ginetta Junior Championship            | Alastair Rushforth Motorsport | 13      | 0          | 0             | 0                    | 1                 | 87     | 20      |
| 2020  | Brytyjska Formuła 4                    | TRS Arden Junior Team         | 26      | 0          | 0             | 1                    | 3                 | 156    | 8       |
| 2021  | Brytyjska Formuła 4                    | Carlin                        | 12      | 0          | 0             | 0                    | 1                 | 50     | 17      |
| 2021  | GB3 Championship                       | Arden International           | 18      | 3          | 1             | 1                    | 7                 | 313    | 7       |
| 2022  | Formula Regional European Championship | Trident                       | 20      | 0          | 0             | 0                    | 1                 | 17     | 18      |
| 2023  | Formula Regional European Championship | Trident                       | 20      | 0          | 0             | 0                    | 0                 | 23     | 21      |
| 2024  | Formula Regional Oceania Championship  | M2 Competition                | 15      | 6          | 5             | 5                    | 12                | 385    | 1       |
| 2024  | Formula Regional European Championship | Trident                       |         |            |               |                      |                   |        |         |
| 2025  | Formula 3                              | Rodin Motorsport              | 5       | 0          | 0             | 0                    | 1                 | 38*    | 10*     |

* – sezon w trakcie.